# Hurok (film, 2016)
A Hurok 2016-os magyar thriller film. A filmet Madarász Isti rendezte. Főszereplője Száraz Dénes Ádám szerepében, további szereplői Martinovics Dorina, Anger Zsolt és Hegedűs D. Géza. 
A film címe a történetben szereplő időhurokra utal.

## Cselekmény
Ádámot arra akarja kényszeríteni pszichopata megbízója, Dezső, hogy halottak agyából kivont illegális orvosi hormonkészítményt külföldre csempésszen. Azonban erre nem kerül sor, mert megmagyarázatlan módon időhurok alakul ki, így Ádám több példányban létezik, és különböző dolgok történnek vele.

## Szereplők
| Színész            | Szerep                |
| ------------------ | --------------------- |
| Száraz Dénes       | Ádám                  |
| Martinovics Dorina | Anna, Ádám barátnője  |
| Anger Zsolt        | Dezső, Ádám megbízója |
| Hegedűs D. Géza    | nőgyógyász, Ádám apja |
| Málnai Zsuzsa      | kutyás idős nő        |
| Honti György       | kopaszodó férfi       |
| Timkó János        | biztonsági őr         |
| Réthelyi András    | fürdőköpenyes férfi   |
| Dér Zsolt          | pizzafutár            |
| Andresz Kati       | Fanni néni            |
| Elek Ferenc        | Hurley                |